# Rim tim tagi dim
Rim tim tagi dim ist ein Lied des kroatischen Sängers und Songwriters Baby Lasagna. Mit dem Lied vertrat er Kroatien beim Eurovision Song Contest 2024.

## Hintergrund
Das Lied wurde von Marko Purišić alias Baby Lasagna selbst geschrieben und produziert. Es wurde erstmals am 12. Januar 2024 bei Virgin Music veröffentlicht. Purišić schrieb den Song unter dem Eindruck, dass er zuvor einen Job auf einem Kreuzfahrtschiff abgelehnt hatte. Ursprünglich sollte er eine Art Füll-Song für sein geplantes Debütalbum Demons and Mosquitoes sein, doch Purišić erkannte das Potential des Liedes, nachdem es viele Streams generiert hatte. So meldete er es beim nationalen Wettbewerb Dora 2024 an, den es schließlich gewann.

## Inhalt
Das Lied handelt vom Auswandern vieler junger Kroaten, um bessere Jobmöglichkeiten anderswo wahrzunehmen. Allerdings nähert sich das Lied dem Thema in humorvoller Weise an. Ängste und Sorgen eines jungen Mannes aus einem ländlichen Gebiet werden beschrieben. Der Songtitel ist der Name eines fiktiven Volkstanzes aus dem Dorf des jungen Mannes. Musikalisch verbindet der Titel Pop, Techno, Metal und Trap.

## Eurovision Song Contest
Beim Eurovision Song Contest 2024 in der Malmö Arena in Malmö, Schweden, wurde der Song zunächst im ersten Halbfinale am 7. Mai aufgeführt und durch das Zuschauer-Voting für das Finale nominiert. Er erreichte zudem den ersten Platz mit 177 Punkten. Im Finale hatte der Song den Startplatz 23 und erreichte den zweiten Platz mit 547 Punkten. Im Juryvoting lag er mit 210 Punkten nur auf dem dritten Platz, war bei den Zuschauern mit 337 Punkten aber auf dem ersten Rang.
Darüber hinaus wurde der kroatische Beitrag vor dem ESC-Finale mit dem Marcel-Bezençon-Preis (Presse-Preis) geehrt.

## Kommerzieller Erfolg

### Chartplatzierungen
| ChartsChartplatzierungen     | Höchstplatzierung | Wochen |
| ---------------------------- | ----------------- | ------ |
| Deutschland (GfK)            | 50 (1 Wo.)        | 1      |
| Kroatien (HDU)               | 1 (… Wo.)         | …      |
| Österreich (Ö3)              | 13 (2 Wo.)        | 2      |
| Schweiz (IFPI)               | 11 (3 Wo.)        | 3      |
| Vereinigtes Königreich (OCC) | 36 (2 Wo.)        | 2      |

### Auszeichnungen für Musikverkäufe
| Land/Region         | Auszeichnungen für Musikverkäufe (Land/Region, Auszeichnung, Verkäufe) | Verkäufe |
| ------------------- | ---------------------------------------------------------------------- | -------- |
| Griechenland (IFPI) | Gold                                                                   | 10.000   |
| Insgesamt           | 1× Gold ·                                                              | 10.000   |